# Schloßstraße 1 (Werdau)

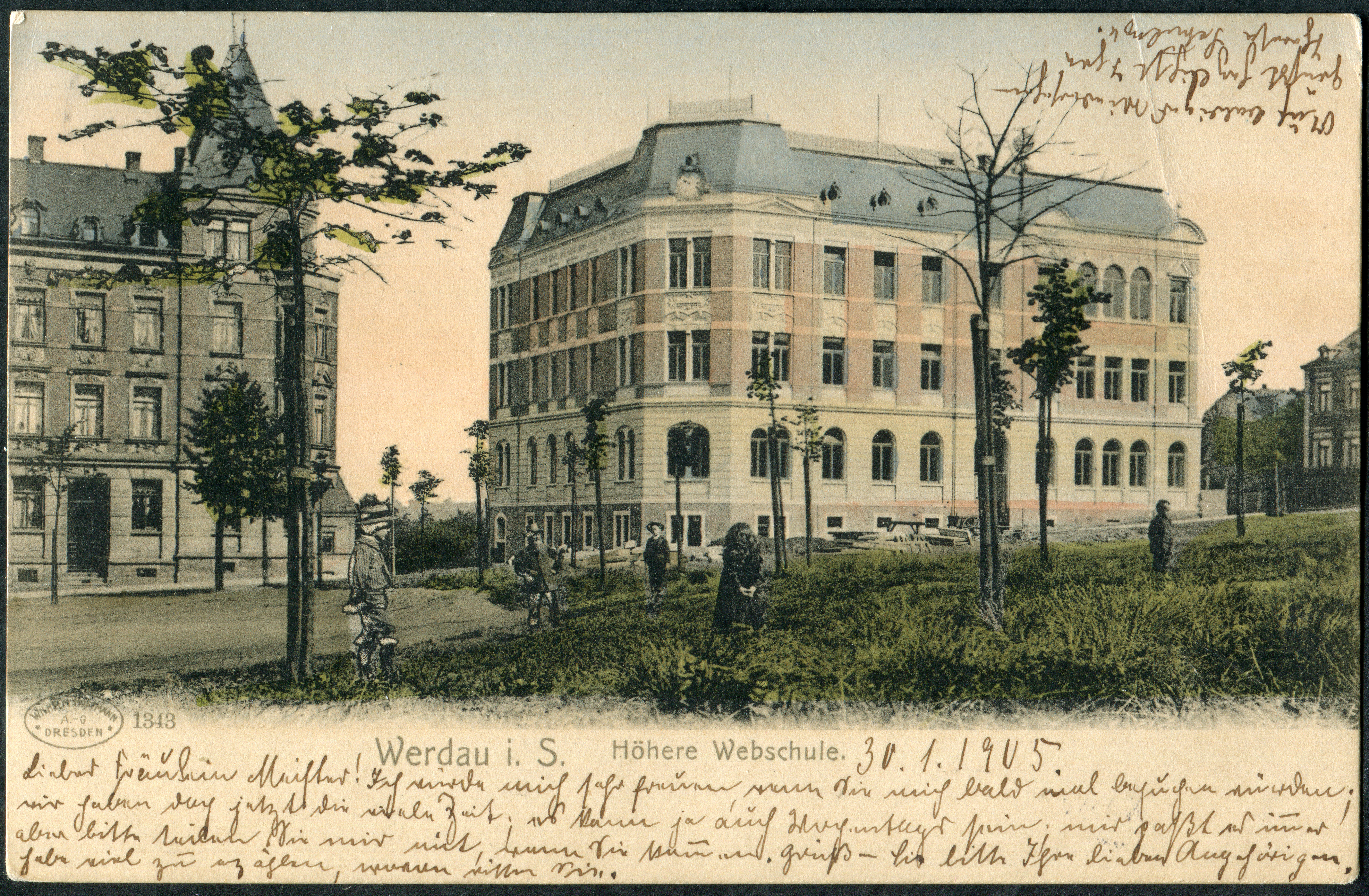
„Höhere Webschule Werdau i.S.“;
um 1902; animierte und kolorierte Ansichtskarte Nr. 1343 der Wilhelm Hoffmann AG, versandt 1905

Das Gebäude Schloßstraße 1 in Werdau ist eines der Kulturdenkmäler im Freistaat Sachsen. Der bau- und ortsgeschichtlich bedeutsame Komplex wurde in den ersten Jahrzehnten des 20. Jahrhunderts in mehreren Bauphasen für die ehemalige Webschule, die spätere Höhere Webschule für Weber.
Der Einrichtung ging die in Werdau 1874 gegründete Höhere Web- und Fabrikantenschule voraus.
In der späten Gründerzeit wurde von 1901 bis 1902 in Ecklage an der Schloßstraße ein neues Schulgebäude in Klinkerbauweise errichtet. Nach 1910 erfuhr das Haus eine erste Erweiterung im Stil der Reformarchitektur. 1920 wurde die Webschule abermals erweitert.
Der Gebäudekomplex wird heute für Unterrichtszwecke durch das Berufliche Schulzentrum (BSZ) für Wirtschaft, Gesundheit und Technik des Landkreises Zwickau genutzt.